# Seabound
Seabound é uma banda de synthpop/EBM da Alemanha. Todas as músicas da banda são em inglês.

## Membros
- Frank M. Spinath – compositor e vocalista
- Martin Vorbrodt

## Discografia

### Álbuns
- No Sleep Demon v2.0 (2004)
- Beyond Flatline (2004)
- No Sleep Demon (2001)

### Singles e EPs
- Beyond Flatline Tour 2004 (2004)
- Poisonous Friend EP (2004)
- Contact (2003)
- Dependent Club Invasion (2003)
- Hooked Promo MCD (2001)
- Travelling (2001)